# LeRoi Moore

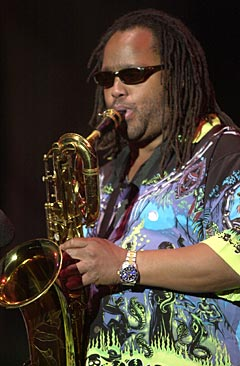
LeRoi Moore

LeRoi Holloway Moore (* 7. September 1961 in Durham, North Carolina; † 19. August 2008 in Los Angeles, Kalifornien) war ein US-amerikanischer Saxophonist, bekannt als Gründungsmitglied der Dave Matthews Band.

## Biographie
Moore wurde am 7. September 1961 in Durham als Sohn von Roxie Holloway Moore und Albert P. Moore geboren. Aufgewachsen ist er in Virginia, wo er die James Madison University in Harrisonburg, Virginia besuchte und Tenorsaxophon studierte. Wenig später war er ein angesehener Jazzmusiker in Charlottesville und spielte unter anderem mit Künstlern wie John D’Earth und Dawn Thompson. Bei einem der regelmäßigen Konzerte des John D'earths Quintetts traf er 1991 auf Dave Matthews. Um diesem bei seinen selbst geschriebenen Songs zu unterstützen, begann Moore Titel mit Dave Matthews aufzunehmen.
Moore spielte Bass, Bariton, Tenor, Alt und Sopran Saxophon, sowie Querflöte, Bassklarinette und Tin Whistle. Zusätzlich zu seinen Auftritten mit der Dave Matthews Band erschien Moore auf Code Magentas Album und dem Album „In November Sunlight“ von Soko.

## Tod
Moore wurde am 30. Juni 2008 bei einem Unfall auf seiner Farm schwer verletzt. Er brach sich mehrere Rippen und erlitt einen Lungenriss. Am 19. August 2008 wurde auf der offiziellen Dave-Matthews-Band-Website bekannt gegeben, dass Moore an Komplikationen seiner Verletzung gestorben ist. Er wurde am 27. August 2008 in Albermale County beigesetzt.